# Alstom Crespin
Pour les articles homonymes, voir ANF.
Alstom Crespin, anciennement ANF-Industrie, puis Bombardier Transport France, est une entreprise ferroviaire française située à Crespin, dans le département du Nord.
Fondée en 1882, elle fait partie à ses débuts du groupe Empain-Jeumont-Schneider, puis est rachetée et devient une filiale du constructeur ferroviaire canadien Bombardier en 1989. Elle devient une filiale du constructeur ferroviaire français Alstom en 2021.
Le 18 mai 2021, Bombardier Transport France SAS change sa dénomination sociale en Alstom Crespin SAS à la suite de la finalisation du rachat de Bombardier Transport par Alstom en janvier 2021,.

## Historique

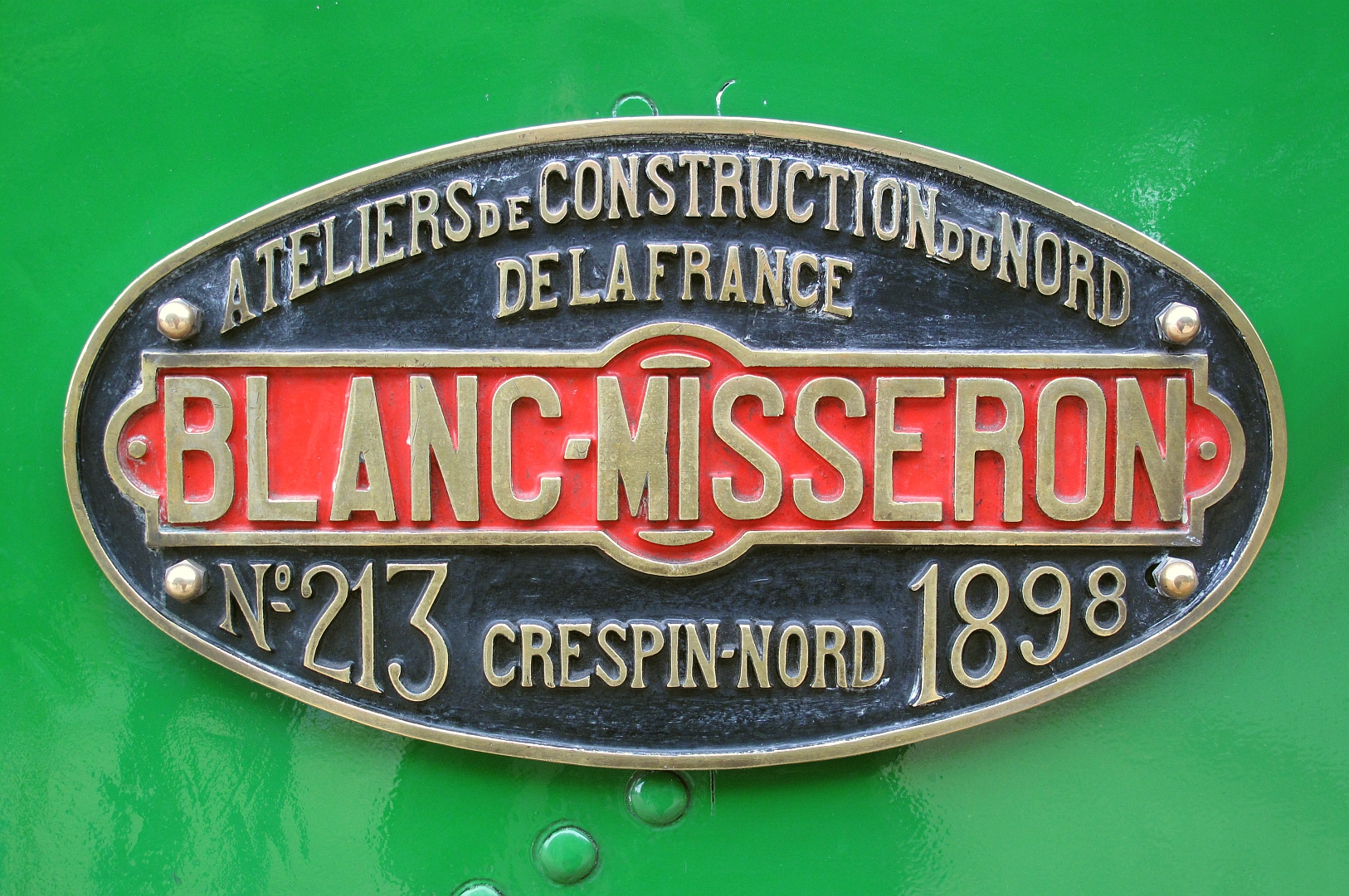
Plaque de constructeur ANF_Blanc Misseron n°213 de la locomotive bicabine 030T N°60

### Origines
La société des Ateliers de construction du Nord de la France (ANF) est un constructeur ferroviaire français implanté à Crespin-Blanc-Misseron, près de Valenciennes, à proximité des exploitations minières françaises et belges, sur le réseau ferré reliant Valenciennes à Mons. Filiale de la société anonyme belge La Métallurgique qui l'a créée en 1882, elle construit du matériel ferroviaire et à ses débuts notamment les locomotives à vapeur Blanc-Misseron entre 1885 et 1945.
L'usine emploie 50 ouvriers l'année de la création, et 150 en 1894, dont plus de la moitié vient de Belgique.  
L'entreprise se fait connaitre pour son savoir-faire et va rapidement exporter à travers le monde entier : Égypte, Roumanie, Syrie, Chine. Elle se développe également par la création de filiales ou par la prise de participations dans des entreprises existantes en France et à l'étranger.  
En 1989, la société ANF-Industrie, deuxième fabricant ferroviaire français, est au bord de la faillite, confrontée à un problème financier récurrent.

### Avant 1980
L'usine ANF du site de Crespin a notamment construit les éléments à turbine à gaz (ETG) de 1970 à 1972 (14 unités) et les rames à turbine à gaz (RTG ou Turbotrains) de 1972 à 1976 (44 unités).
Elle a construit également des bogies pour : 
- les MF 67 et MS 61 de 1967 à 1980 ;
- les MF 77 avec Creusot-Loire de 1978 à 1986 (contrat signé en 1977). La fabrication des rames MF 77 a été réalisée avec Alsthom, la Société franco-belge (caisses et assemblage des rames), CEM Oerlikon (moteurs de traction) et Jeumont-Schneider (équipements de traction).

### 1980 - 1989: ANF à ANF Industries
ANF produisait principalement des bogies et des caisses pour le matériel ferroviaire. 
ANF a notamment sous-traité la fabrication de caisses et remorques pour les TGV. 
- Construction des autorails X2100 de 1980 à 1983
- Construction des Z2 avec Francorail de 1980 à 1988.
- Construction de bogies moteurs et porteurs pour les Z 8100 et Z 8400 de 1979 à 1990 avec la Société franco-belge et TCO pour la RATP et la SNCF.
- Construction de la première série de Z 2N avec 52 Z 5600 pour la SNCF en tant que maitre d'œuvre et constructeur des bogies de 1982 à 1985, contrat signé en 1979 avec TCO et CIMT.
- Poursuite de la construction de la série Z 2N avec les 58 Z 8800.
- Construction à partir de 1988 des 194 Z 20500 et 6 Z 92050 avec CIMT et GEC-Alsthom.
- Construction des voitures transmanche avec un consortium européen.
- Construction des TGV TMST dans un consortium européen dirigé par GEC-Alsthom de 1991 à 1993.

#### 1989: rachat par Bombardier
ANF alors dans une situation difficile est sauvée en étant rachetée par le constructeur canadien Bombardier ; cela signe son entrée en France. Dans un premier temps elle devient ANF-Industries puis devient officiellement Bombardier Transport France par la suite à la fin des années 1990. 

### 1989 - 2021: Époque Bombardier
Après son rachat par Bombardier, l'usine aussi signe des contrats en tant que constructeur indépendant ou en consortium.  

#### Poursuite des contrats d'ANF
Bombardier reprend alors dans un premier temps les contrats de fabrication en cours d'ANF : 
- Les 9 rames MF 88 de la RATP en tant que maitre d'œuvre de 1992 à 1994 avec la CIMT, GEC-Alsthom et Renault. Contrat signé en 1988 avec un prototype livré en 1991.
- Les rames SNCF de série Z 20500 en tant que constructeur des caisses et des bogies avec GEC-Alsthom de 1989 à 1998. Contrat signé en 1986.
- Les 96 rames RATP et SNCF de série MI 2N et Z 22500 en tant que constructeur des motrices intermédiaires avec GEC-Alsthom de 1996 à 2005. Contrat signé en 1992.

#### Contrats décrochés et exécutés en tant que Bombardier Transport France
Par la suite, à l'aube des années 2000, Bombardier répond aux contrats en tant que ANF-Bombardier ou Bombardier. 
- Réalisation des 80 TER 2N (Z 23500) en tant que constructeur des remorques et des bogies de 1997 à 2000 avec GEC-Alsthom. Contrat signé en 1995.
- Réalisation du TVR pour les villes de Nancy et Caen de 2000 à 2002 (49 véhicules).
- Construction de la dernière série des Z 2N, les 54 Z 20900 pour la SNCF en tant que constructeur des bogies avec Alstom de 2001 à 2004. Contrat signé en 1998.
- Construction de la grande série des AGC, avec 700 éléments produits de 2004 à 2011 pour la SNCF et les Régions.
- Construction des caisses et bogies des 173 MF 01 de la RATP avec Alstom, TechnicAtome, Ansaldo STS et Areva de 2008 à 2017. Appel d'offres lancé en 1998 puis contrat signé en 2001 avec sortie du prototype en 2006.
- Construction des 360 Spacium 306 NAT ou Z 50000 pour SNCF et IDFM. Appel d'offres lancé en 2004, signature du contrat en 2006, mise en service depuis 2009.
- Construction des motrices intermédiaire des 140 MI 09 pour la RATP avec Alstom de 2011 à 2017. Contrat signé en 2009.
- Rénovation des rames Breda du tramway de Lille de 2012 à 2014.
- Rénovation d'une partie des TFS-2 de Grenoble de 2013 à 2014.
- Construction du PHD (Porteur Hyper Dense) ou Regio 2N à partir 2014. Contrat signé en 2009.
- Construction des motrices et remorques intermédiaires du RER NG (Z 58000 et Z 58500) pour la SNCF et IDFM avec Alstom. Appel d'offres lancé en 2016, contrat signé en 2017 et prototypes livrés en 2020. Mise en service prévue fin 2021.
- Construction du MF 19 pour la RATP et IDFM avec Alstom.
- Construction du MI 20 (MI NG) pour la RATP, SNCF et IDFM avec CAF.

### Reprise par Alstom
Durant l'année 2020 face aux difficultés de sa branche aviation, Bombardier fait le choix de revendre sa branche transport à Alstom afin de rembourser une partie de ses dettes. En France, dans un premier temps, Bombardier Transport France devient une filiale d'Alstom au même titre que Alstom Transport puis à terme, elle intégrera complètement Alstom Transport. 
Le rachat officiel de Bombardier Transport a été effectué le 29 janvier 2021. 
À terme, les contrats des Regio 2N et Z 50000 seront terminés par Alstom Transport. Les contrats du RER NG , MF 19 et MI 20 seront donc exécutés en tant que Alstom Transport. 
Le 4 décembre 2020, Bombardier Transport annonce un plan d'investissement de 25 millions d'euros visant à moderniser et à augmenter la capacité de production de son usine de Crespin, en présence de Xavier Bertrand, président de la région Hauts-de-France,. Ce plan d'investissement est suspendu par la direction d'Alstom le 12 juillet 2021, deux mois après l'intégration de Bombardier Transport France au sein d'Alstom.

## Identité visuelle

Logo de Bombardier Transport France jusqu'en 2021 sur l'avant des rames.

## Sources